# Цифрова антенна решітка
Цифрова антенна решітка (ЦАР) — пасивна або активна антенна система, що являє собою сукупність аналого-цифрових (цифро-аналогових) каналів зі спільним фазовим центром, в якій формування діаграми спрямованості здійснюється у цифровому вигляді, без використання фазообертачів.
В закордонній літературі використовуються еквівалентні терміни англ. digital antenna array або smart антена
.
Різниця між ЦАР і активною фазованою антенною решіткою (АФАР) полягає в методах обробки інформації. В основі АФАР лежить приймально-передавальний модуль (ППМ), що містить два канали: приймальний та передавальний. В кожному каналі міститься підсилювач, а також пристрої управління амплітудно-фазовим розподілом: фазообертач та атенюатор.
В цифрових антенних решітках в кожному каналі встановлено цифровий приймально-передавальний модуль, в якому аналогова система управління амплітудою і фазою сигналу замінена системою цифрового синтезу і аналізу сигналів (ЦАП/АЦП).
Цифрові антенні решітки можуть бути адаптивними і неадаптивними.

## Історія розвитку теорії ЦАР

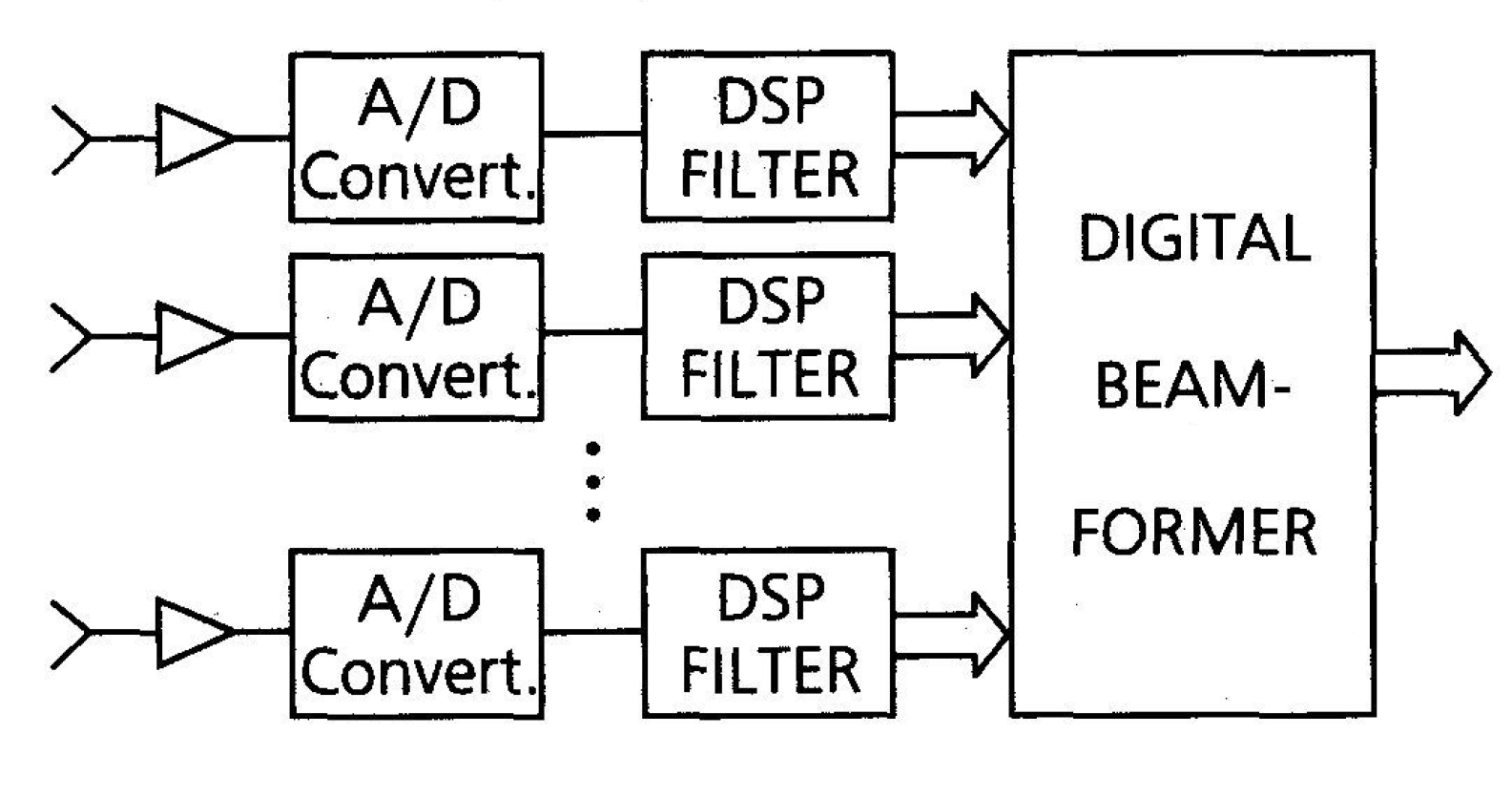
Приймальний сегмент ЦАР

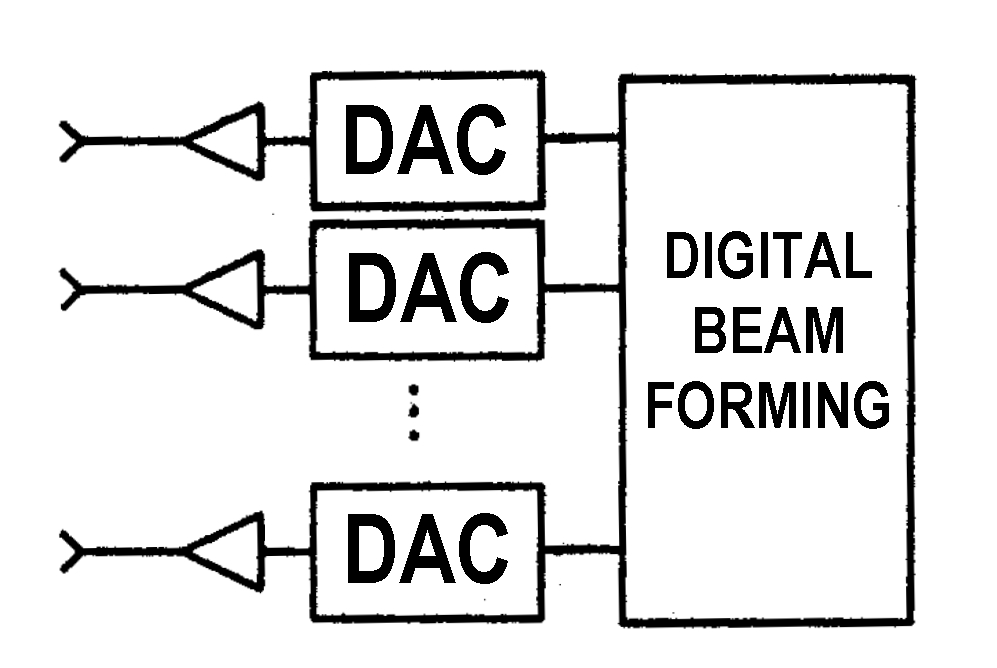
Передавальний сегмент ЦАР

Теорія цифрових антенних решіток (ЦАР) зароджувалася як теорія багатоканального аналізу (англ. Multichannel Estimation).
Її джерела беруть початок в 1920-ті роки з розроблених тоді методів визначення напрямків приходу радіосигналів сукупністю двох антен по різниці фаз або амплітуд їх вихідних напруг. При цьому оцінка напрямків приходу сигналу здійснювалася за показниками стрілочних індикаторів або за формою фігур Лиссажу, що малювалися променем на екрані осцилографа. Прикладом такого роду є публікація. Найпростіший патентний пошук дозволяє виявити кілька десятків патентів, що використовують аналогічні технічні рішення для радарів, радіопеленгаторів, засобів навігації. Мова йде, наприклад, про так звані англ. phase-comparison direction finder (патент США № 2423437) або англ. amplitude-comparison direction finder (патент США № 2419946).
Наприкінці 1940-х років даний підхід призвів до появи теорії 3-канальних антенних аналізаторів, що забезпечували розв'язок завдання роздільної селекції сигналів повітряної цілі й відбитого від поверхні «антипода» шляхом розв'язку системи рівнянь, сформованих по комплексних напругах 3-канальної сигнальної суміші. Результати експериментальних вимірів за допомогою аналогічного 3-антенного обладнання були опубліковані Фредеріком Бруксом в 1951 р..
Зростаюча складність розв'язку радіолокаційних завдань до кінця 1950-х років створила передумови для застосування у цій сфері електронної обчислювальної техніки. Наприклад, в 1957 р. була опублікована стаття Бена С. Мелтонта й Леслі Ф. Бейлі, у якій були запропоновані варіанти реалізації алгебраїчних операцій з обробки сигналів за допомогою електронних схем, що є їхніми аналогами, з метою створення машинного коррелятора (англ. a machine correlator) або машинного обчислювача обробки сигналів на основі аналогової обчислювальної машини. По суті, тим самим був створений симбіоз прийомної системи й спецобчислителя для оцінювання параметрів сигналів.
Прихід на зміну аналоговим обчислювальним засобам цифрової техніки буквально через три роки, в 1960 р. втілився в ідею використання швидкодіючого комп'ютера для розв'язку пеленгаційного завдання, спочатку відносно визначення місця розташування епіцентру землетрусу. До тих, хто першим реалізував цю ідею на практиці, слід віднести Б. А. Болта, який написав програму для IBM 704 з сейсмопеленгації на основі методу найменших квадратів. Практично синхронно з ним аналогічний підхід використав співробітник Австралійського національного університету Флінн.
Незважаючи на те, що в зазначених експериментах інтерфейс між датчиками й комп'ютером був реалізований за допомогою перфокарт введення даних, такий розв'язок став вирішальним кроком на шляху появи ЦАР. Далі залишалося лише розв'язати проблему безпосередньої подачі у комп'ютер цифрових даних, отриманих від сенсорних елементів, виключивши етап підготовки перфораційних карт і участь оператора як зайвої ланки. При цьому розв'язок завдання удосконалення обробки інформації від решіток сенсорних датчиків міг бути зведений до розробки програмного забезпечення інтегрованого з ними комп'ютера. З цього моменту аналогічні рішення могли тиражуватися в будь-яких радіотехнічних додатках.
У СРСР першим звернув увагу на потенційні можливості багатоканальних аналізаторів Полікарпов Б. І. Він розглянув аналізатори фазового типу з рівними або кратними відстанями між фазовими центрами прийомних каналів, на виходах яких напруги зазнають кореляційної обробки, і за допомогою обчислювальних машин визначаються кутові координати джерел сигналів. Полікарпов Б. І. указав на принципову можливість розрізнення джерел сигналів з кутовою відстанню, меншою за ширину головної пелюстки діаграми спрямованості антеної системи.
Однак конкретний розв'язок завдання надрелеївського розрізнення джерел випромінювання було запропоновано лише у 1962 році Варюхіним В. О. і Заблоцьким М. А., якими був винайдений відповідний спосіб виміру напрямків на джерела електромагнітного поля. Даний спосіб ґрунтувався на обробці інформації, що міститься у розподілі комплексних амплітуд напруг на виходах амплітудних, фазових і фазово-амплітудних багатоканальних аналізаторів, і дозволяв визначати кутові координати джерел, що перебувають у межах ширини головної пелюстки прийомної антенної системи.
Надалі Варюхіним В. О. була розроблена загальна теорія багатоканальних аналізаторів, заснована на обробці інформації, що утримується в розподілі комплексних амплітуд напруг на виходах антенно решітки. Ця теорія розглядає способи визначення кутових координат джерел залежно від кутових відстаней між ними, фазових і енергетичних співвідношень між сигналами, а також функціональні схеми обладнання, що реалізує теоретичні висновки. Визначення параметрів джерел проводиться безпосереднім розв'язком систем трансцендентних рівнянь високого порядку, що описують функцію відгуку багатоканального аналізатора. Труднощі, що виникають при розв'язку трансцендентних систем рівнянь високого порядку, були подолані
Варюхіним В. О. шляхом «сепарації» невідомих, при якій визначення кутових координат зводиться до розв'язку двох або навіть одного рівняння, а визначення комплексних амплітуд — до розв'язку лінійних систем рівнянь порядку N.
.

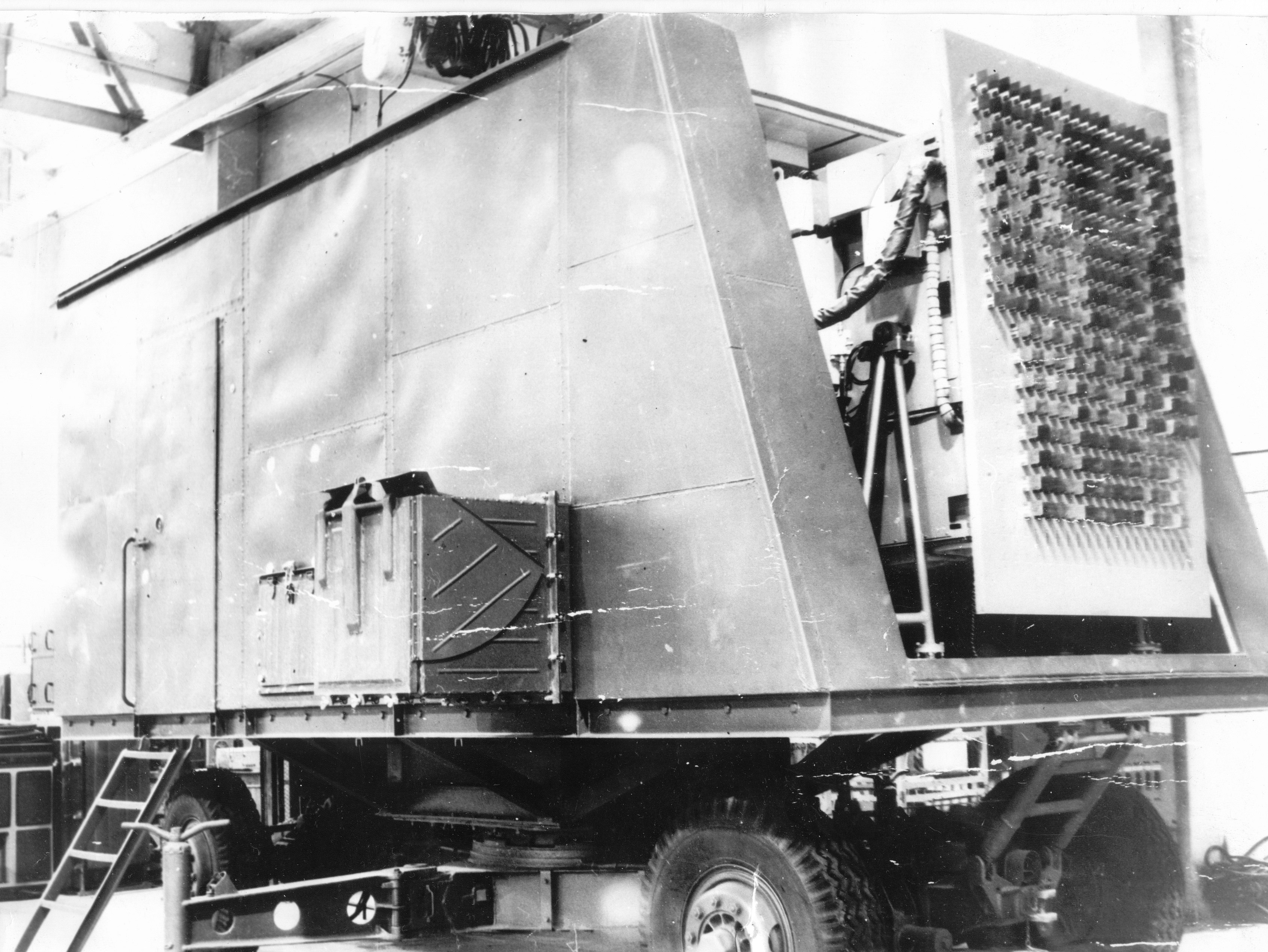
Дослідний зразок 64-канальної ЦАР

Важливою віхою у визнанні наукових результатів Варюхіна В. О. став захист ним дисертації на здобуття наукового ступеня доктори технічних наук, що відбувся у 1967 р. Відмінною рисою розвинених ним теоретичних основ стала максимальна автоматизація процесу оцінювання координат і параметрів сигналів, тоді як за кордоном у цей час зароджувався підхід, що базується на формуванні функції відгуку сейсмічного багатоканального аналізатора й оцінці його розрізнювальної здатності на основі візуальних вражень. Мова йде про метод Кейпона й розроблені надалі методи MUSIC, ESPRIT та інші проєкційні методи спектрального оцінювання.
Оригінальність основних теоретичних досягнень наукової школи Варюхіна В. О., отримані ним і його учнями (насамперед, у Військовій академії ППО Сухопутних військ імені Василевського О.M.), на тлі розвинених за кордоном теоретичних методів спектрального оцінювання, зберігається й нині, завдяки максимальному врахуванню специфічних особливостей аналітичного опису функції відгуку багатоканального аналізатора, у тому числі сформованої на основі операції швидкого перетворення Фур'є. Це стосується зведення завдання надрелеївського розрізнення сигналів по виходах вторинних прийомних каналів до розв'язку алгебраїчного рівняння ступеня M, де M — кількість джерел, визначення невідомої кількості їх та інших важливих аспектів. Зазначеним науковим колективом був розроблений і всебічно апробований ряд макетів РЛС із ЦАР, за участю його представників проведені успішні полігонні випробування дослідного зразка унікальної 64-канальної РЛС із ЦАР.
Міжвідомча науково-технічна нарада, проведена в 1977 р. Науковою Радою АН СРСР з проблеми «Статистична радіофізика» (голова — академік Кобзарєв Ю. Б.) і Філією протиповітряної оборони Сухопутних військ Військової артилерійської академії ім. М. І. Калініна (м. Київ), надала офіційний статус терміну «цифрові антенні решітки» і визнала пріоритет наукової школи Варюхіна В. О. у розробці й практичній реалізації відповідної теорії. Вона ж датувала початок досліджень, що виконувалися під керівництвом Варюхіна В. О., 1962 роком.
Звичайно робити висновок про пріоритет і важливість тих або інших наукових підходів у процесі формування загальної теорії ЦАР справа невдячна, враховуючи закритий характер більшості робіт і відсутність можливості докладного ознайомлення з науковою спадщиною того часу. Викладений тут історичний екскурс лише піднімає завісу часу над розвитком наукового пошуку й мав за мету вказати на історичному фоні загальну нішу й мчасові рамки зародження теорії багатоканального аналізу. Детальний опис історичних етапів розвитку теорії ЦАР заслуговує окремого розгляду.

## Приймально-передавальний модуль ЦАР
В ППМ ЦАР існує два канали обробки даних:
- передавальний канал
- приймальний канал

### Приймальний канал
Основа приймального каналу — АЦП. Аналого-цифровий перетворювач замінює в аналоговому варіанті реалізації активного модуля два пристрої: фазообертувач і аттенюатор. АЦП дозволяє перейти від аналогового до цифрового представлення сигналу для подальшого його аналізу у схемі цифрової обробки сигналу. Для ефективної роботи АЦП в каналі застосовуються ще два пристрої:
- Малошумний підсилювач (МШП)[20][21] — збільшує амплітуду сигналу до необхідного рівня для подальшого оцифровування.
- Пристрій захисту приймача — розрядник або обмежувач, який дозволяє запобігти перевантаженню приймального каналу високим рівнем сигналу (завади).

### Передавальний канал
Основа передавального каналу — цифро-аналоговий перетворювач, який призначений для цифрового синтезу сигналу. В передавальному каналі він замінює фазообертувач та аттенюатор, а також частину генератора, а саме: синтезатор сигналу, модулятор і синтезатор частоти (гетеродин).
Після ЦАП в каналі сигнал проходить підсилювач потужності і випромінюється антеною. Вимоги до підсилювача в передавальному каналі інші, ніж в приймальному. Це пояснюється рівнем потужності на вході підсилювача, який на порядки менше за сигнал, прийнятий модулем з простору.

## Система синхронізації
Дана система призначена для формування опірних частот з метою забезпечення синхронної роботи усіх складових частин програмно-апаратного комплексу системи цифрового діаграмоутворення, тактування АЦП і ЦАП, стробування фільтрів децимації, формування імпульсів запуску передавача, видачі опірного сигналу на аналоговий генератор та управління комутацією сигналів, корекції характеристик приймальних модулів. Система синхронізації має забезпечувати мінімізацію джитера синхросигналів тактування АЦП и ЦАП, оскільки в іншому випадку буде знижуватися точність кутової пеленгації джерел сигналів і глибина пригнічення активних завад.

## Система корекції характеристик приймальних каналів
Цифрова система корекції характеристик приймальних каналів призначена для цифрової компенсації технологічних погрішностей, що призводять до міжканальних і квадратурних неідентичностей характеристик приймальних каналів ЦАР. В активних ЦАР може виконуватися також корекція характеристик передавальних каналів.
Функціонування системи корекції здійснюється в двох основнох режимах — розрахунок коефіцієнтів корекції за допомогою контрольних сигналів і режим корекції цифрових відліків напруг сигналів по розрахованих вагових коефіцієнтах.

## Система цифрового діаграмоутворення (ЦДУ)
Забезпечує цифровий синтез діаграми спрямованості в режимі прийому сигналів, а також формування заданого розподілу електромагнітного поля в розкриві антенної решітки — у режимі передачі. При великій кількості каналів являє собою обчислювальну мережу, що поєднує кілька цифрових модулів обробки сигналів. Найбільше поширення отримало виконання цифрового діаграмоутворення (англ. digital beamforming) на основі операції швидкого перетворення Фур'є.

## Переваги перед аналоговимиФАР
Перетворення ЦАР у стандартну технологію сучасних засобів радіолокації, зв'язку та супутникової навігації обумовлене низкою їх переваг у порівнянні з ФАР:
Приймальні ЦАР — високоінформативні приймальні системи, здатні сприйняти всю інформацію, що міститься у просторово-часовій структурі електромагнітних полів у розкриві решітки, і практично без втрат трансформувати її в дані про наявність і параметри об'єктів.
Цифрове формування високоідентичних частотних фільтрів на виході прийомних каналів забезпечує глибоку компенсацію широкосмугових завадових сигналів. У комбінації з розширенням динамічного діапазону при накопиченні в процесі просторово-часової обробки це забезпечує недосяжну раніше завадозахищеність. Максимальна глибина «нулів» діаграми спрямованості в напрямках на джерела завад у ФАР обмежена малою розрядністю фазообертачів (5 — 6 біт), у ЦАР же використовуються АЦП з розрядністю 12 — 16 біт.
При виконанні ППМ ЦАР із програмно-конфігурованою архітектурою повною мірою може бути реалізований принцип інтегрованої апертури. У це поняття входить об'єднання антенних систем і високочастотних блоків усіх типів бортових радіотехнічних засобів у єдину структуру з мінімізацією апаратури, а також побічних радіовипромінювань. При цьому досягається оперативна функціонально-ресурсна адаптація архітектури бортового радіоелектронного устаткування й суттєво зростає ефективність усього радіоелектронного комплексу.
Здатність ЦАР до багатосигнального прийому у широкому тілесному куті при організації багатопозиційних комплексів дозволяє подолати більшість недоліків, властивих аналогічним традиційним системам з електронною або механічною перебудовою вузького променя.

## Гібридні дзеркальні антени з ЦАР
Така різновидність ЦАР являє собою сукупність дзеркального рефлектора і ЦАР, розташованої у його фокальній площині. Ця конструкція дозволяє отримати багатопроменеву діаграму спрямованості у вузькому просторовому секторі..

## Елементна база ЦАР

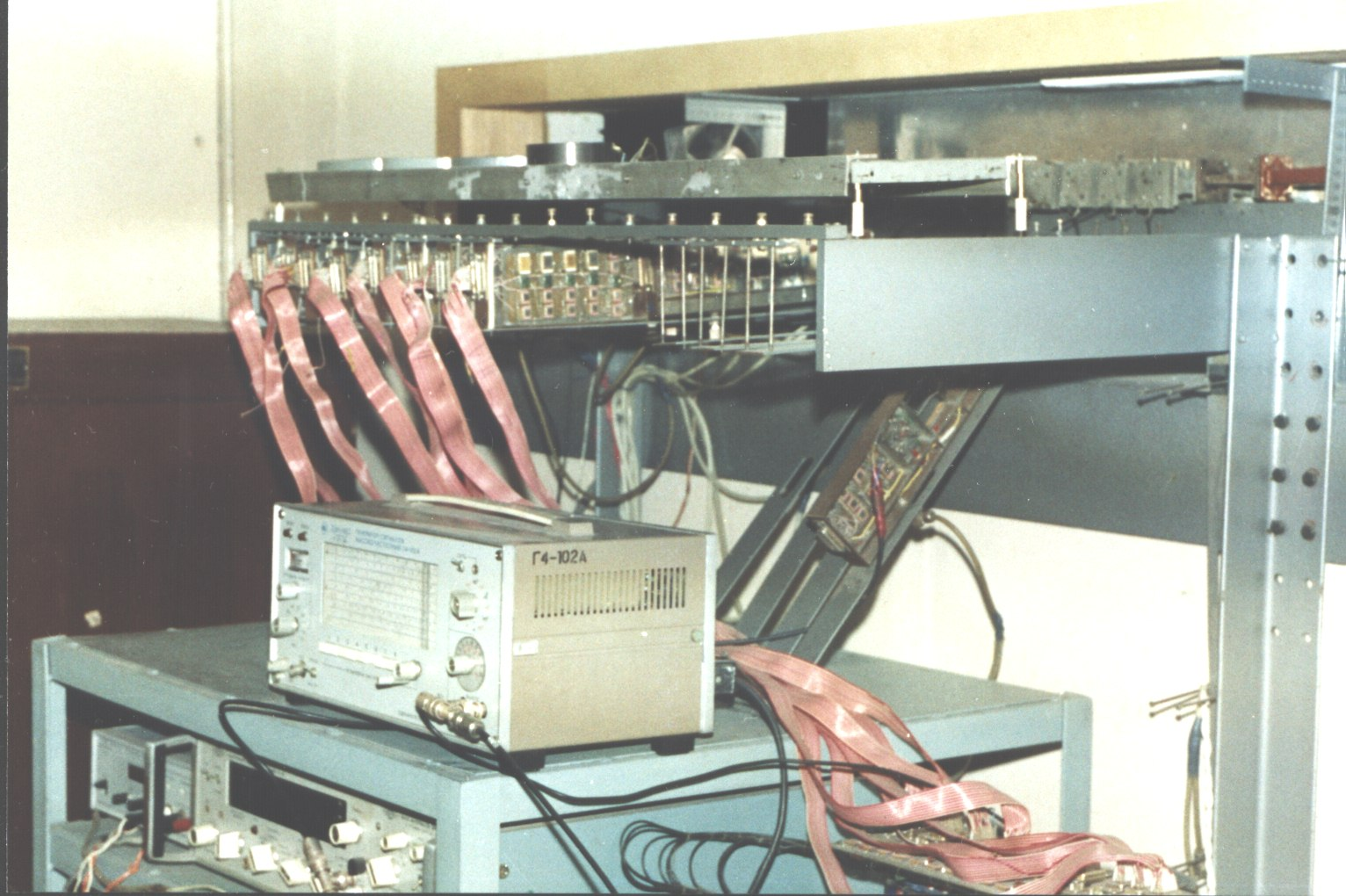
Експериментальний зразок 8-канальної ЦАР (перший етап)

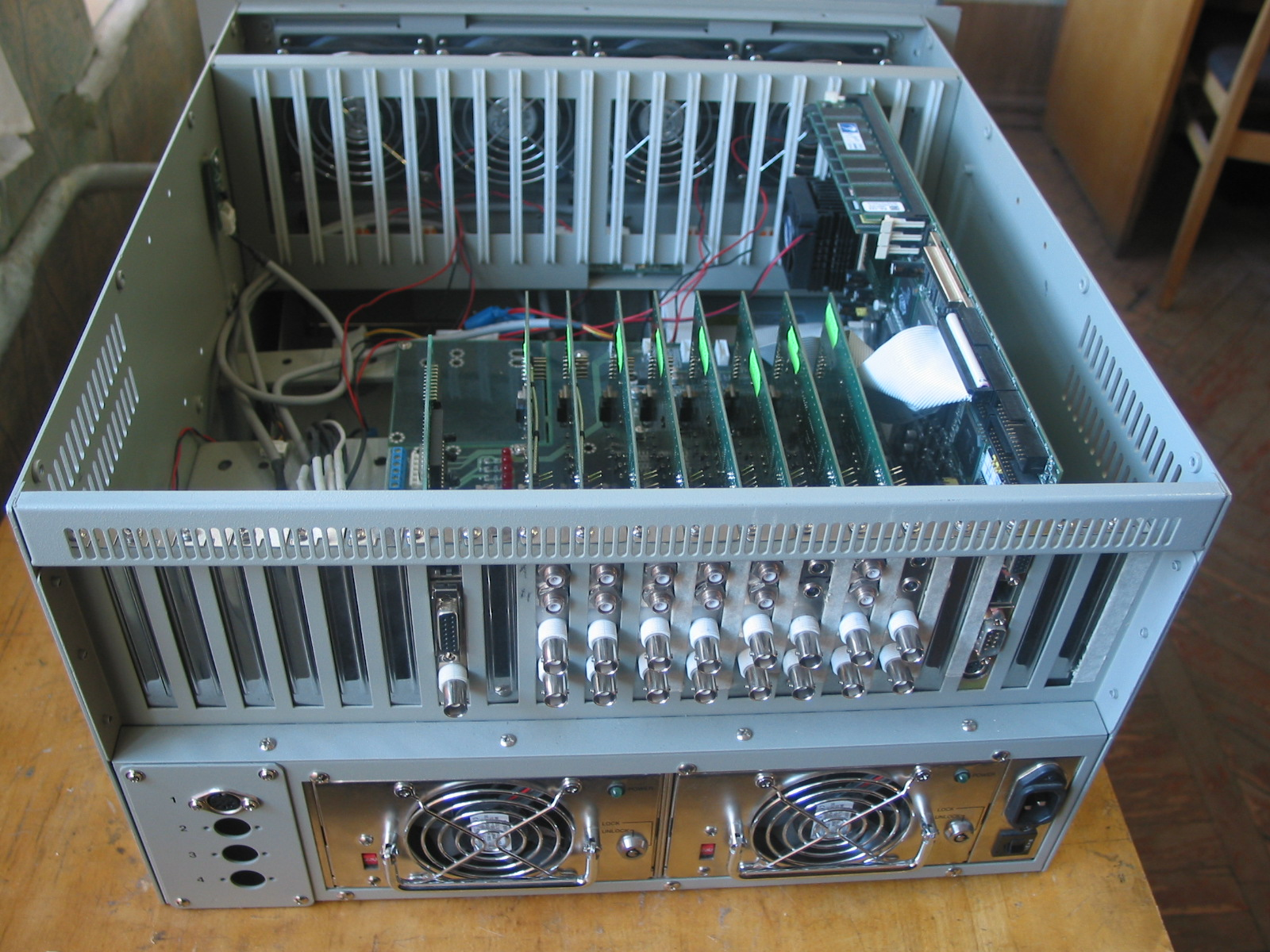
Цифровий сегмент 8-канальної ЦАР на основі стандарту PCI з FPGA-модулями цифрової обробки сигналів (другий етап)

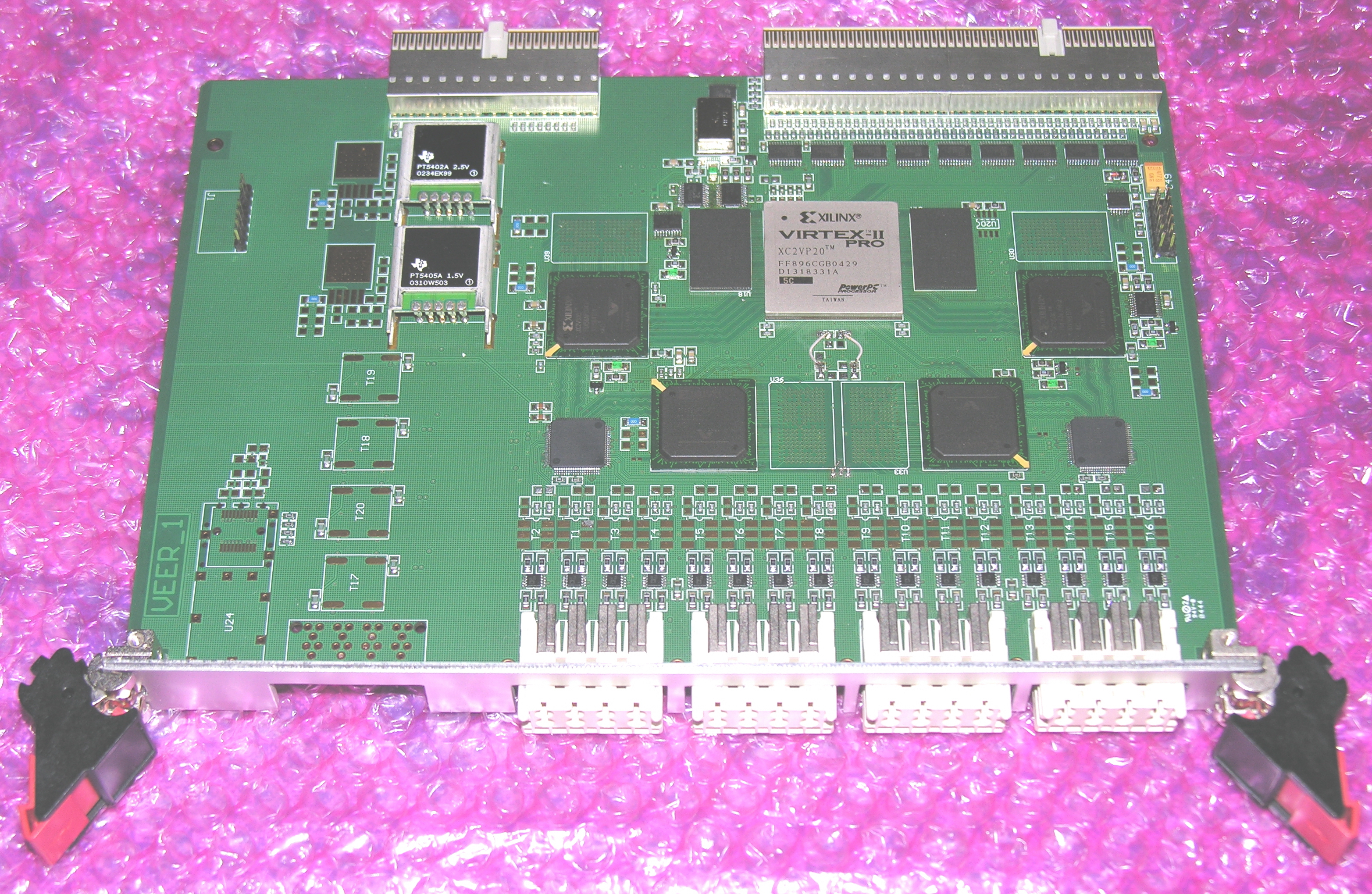
16-канальний модуль АЦП і цифрової обробки сигналів ЦАР стандарту CompactPCI (третій етап)

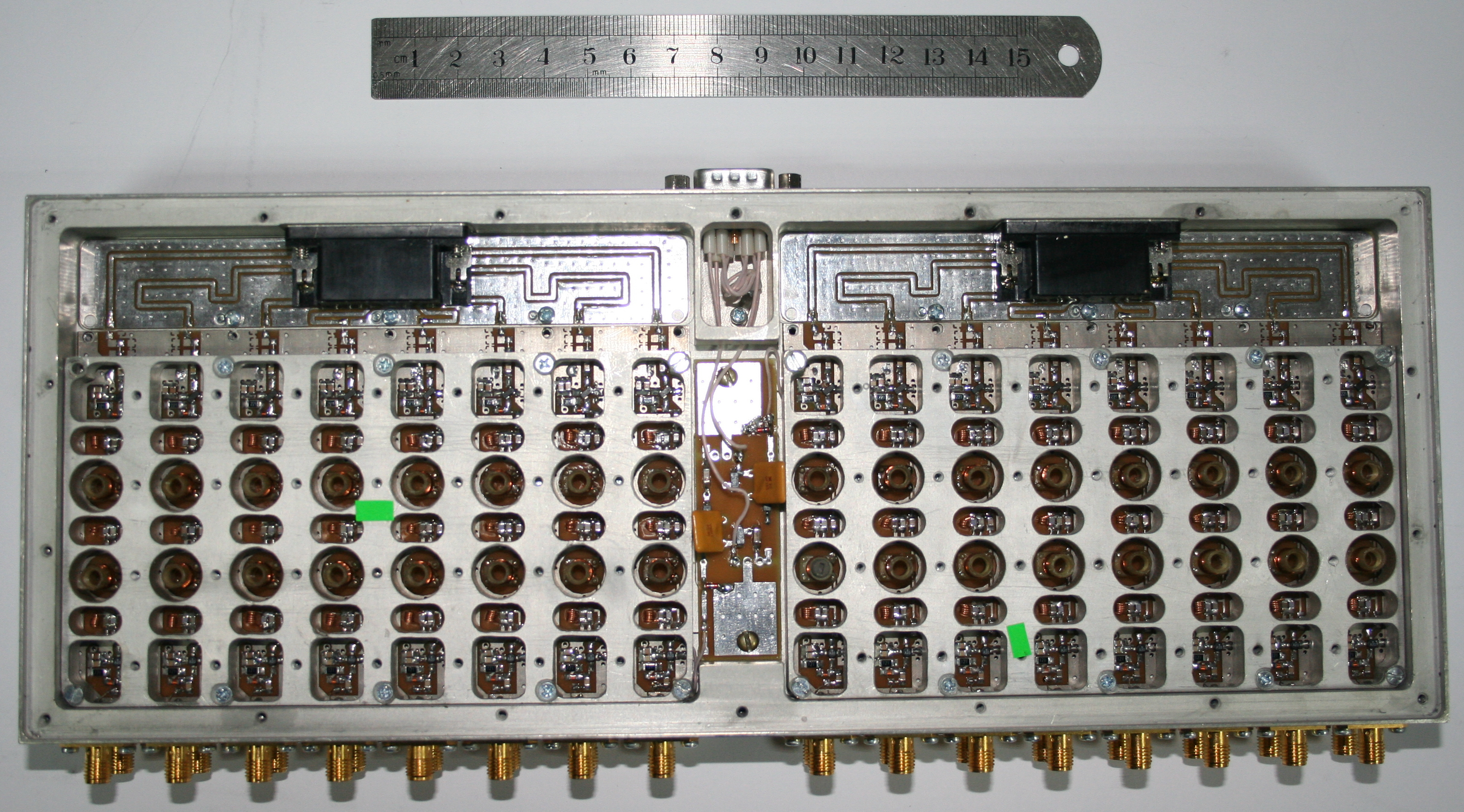
Багатоканальний аналоговий приймальний модуль ЦАР

Розвиток схемотехніки ЦАР бере початок з моменту появи перших експериментальних зразків ЦАР. З позицій сьогодення схемотехнічні підходи 1970-х і першої половини 1980-х років, які пов'язані з використанням дискретної транзисторної елементної бази та перших дослідних зразків інтегральних схем АЦП, є досить архаїчними.
В історичному аспекті істотний вплив на розвиток елементної бази ЦАР зробив перехід від одноканальних до багатоканальних мікросхем АЦП (ЦАП), поява нових стандартів на інтерфейсні шини та модулі вбудованих комп'ютерних систем, відставання в удосконаленні процесорів цифрової обробки сигналів (DSP) від мікропроцесорів універсального призначення, прогрес в розробці програмованих логічних інтегральних схем (ПЛІС) типу FPGA. Відповідно, в розвитку схемотехнічної бази ЦАР можна умовно виділити чотири етапи, розглядаючи попередній часовий період як їх передісторію.
Перший етап пов'язаний з використанням одноканальних мікросхем АЦП і з реалізацією цифрової обробки сигналів в приймальних каналах на основі окремо взятих мікросхем суматорів, регістрів і помножувачів. Характерним прикладом такого підходу є експериментальний зразок 8-канальної ЦАР, створений в проблемній науково-дослідній лабораторії Військової академії протиповітряної оборони Сухопутних військ імені Маршала Радянського Союзу Василевського О. М. (м. Київ) в 1989-92 рр. (див. фото) Крім пристроїв первинної цифрової обробки, які здійснювали формування квадратурних складових сигналів і децимацію їх відліків з когерентним накопиченням у часі та супутньою цифровою фільтрацією, на дискретних мікросхемах оперативних запам'ятовуючих пристроїв (ОЗП) виконувалася буферизація потоку відліків перед їх перезаписом в пам'ять комп'ютера.
Другий етап обумовлений появою на масовому ринку перших промислових комп'ютерів і інтерфейсних крос-плат різних версій стандартів ISA і PCI, коли стало можливим застосовувати для кожного приймального каналу свій модуль DSP, в тому числі, конструктивно розмежувавши цифровий та аналоговий сегменти ЦАР
.
Однак необхідність жорсткої синхронізації первинної цифрової обробки сигналів у всіх приймальних каналах ЦАР змусила надалі відмовитися від модулів DSP, замінивши їх на спеціально розроблені модулі з ПЛІС типу FPGA. Прикладом такого роду є цифровий сегмент дослідного зразка модернізованої РЛС П-18 (2001 рік, див. фото).
Третій етап у розвитку елементної бази пов'язаний з переходом до використання стандартів VME і CompactPCI, а також застосування 4- і 8-канальних мікросхем АЦП в багатоканальних модулях цифрової обробки сигналів. Часові рамки початку цього етапу в США і країнах колишнього СРСР розрізняються приблизно на 5-7 років. Основними принципами даного періоду стала максимальна інтеграція цифрової обробки з установкою на одній платі формату 6U до 32-ох і більше каналів аналого-цифрового перетворення сигналів з використанням відповідної ешелонованої обробки їх вихідних відліків спочатку в декількох, а потім і в одній FPGA.
В цей же час здійснився перехід до інтегрованих модулів аналогової обробки сигналів. У тих випадках, коли було доречно, для такої інтеграції використовувалися багатоканальні мікросхеми аналогових підсилювачів, а в інших варіантах інтеграція виконувалася шляхом конструктивного об'єднання кількох прийомних модулів (до 4-8) в один блок із спільним розведенням живлення, контрольних сигналів, сигналів гетеродину та з багатоканальним розніманням для зв'язку з цифровим блоком (див. фото).
Головним недоліком схемотехніки третього етапу стала недостатня пропускна здатність інтерфейсів VME і CompactPCI, що обмежувала канальність ЦАР і темп оновлення інформації по її виходах.
Для вирішення цієї проблеми розробники змушені були піти шляхом створення спеціальних крос-плат, що забезпечували міжмодульну передачу даних на проміжних етапах обробки. Наприклад, між цифровими прийомними і об'єднуючими модулями, де завершувалося цифрове діаграмне утворення. Це дозволило наростити канальність цифрових модулів обробки в платах формату 6U з шістнадцяти 12-розрядних АЦП до 32 і навіть 48 на одній платі.
Останнє вдалося реалізувати в 2006 році групі розробників на чолі з Cheng-Yi Chi при створенні швидкодіючої цифрової апаратури реєстрації даних детектора адронів (Hadron Blind Detector) в рамках експерименту PHENIX на Релятивістському колайдері важких іонів (RHIC, Брукхейвенська національна лабораторія (BNL), США). Хоча область застосування зазначених 48-канальних модулів істотно відрізнялася від тематики ЦАР, універсальність підходів дозволяє ставити їх в один ряд з суто радіолокаційними рішеннями.
Поточний, четвертий етап характеризується переорієнтацією на використання комп'ютерних модулів та інтерфейсів стандартів PCI Express. При цьому можуть застосовуватися вбудовані комп'ютерні модулі стандартів AdvancedTCA, MicroTCA з мезонінами AMC, CompactPCI Serial, CompactPCI PlusIO, PXI Express, OpenVPX з мезоніном FMC та ін.
Докладний опис можливих варіантів апаратної реалізації цифрової обробки сигналів в ЦАР представлено в публікаціях Слюсаря В. І., а також серії патентів, перелік яких продовжує поповнюватися.
Особливістю даного етапу є також перехід до широкого застосування радіофотонних технологій в ЦАР.

## Оцінка параметрів сигналів

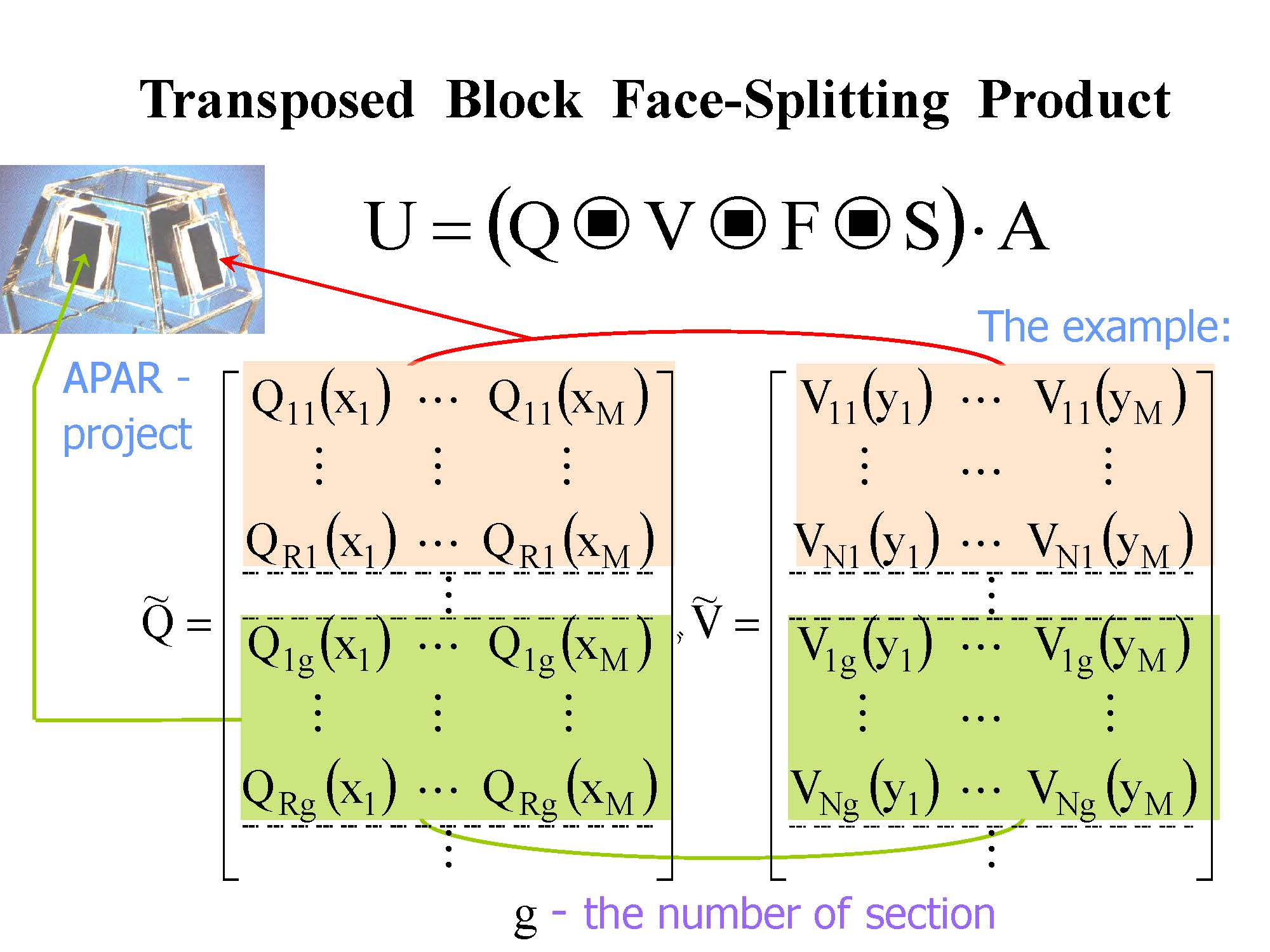
Блоковий транспонований торцевий добуток матриць в описі моделі ЦАР

### Штучний інтелект
Перспективним трендом у розвитку методів обробки сигналів в ЦАР є застосування технологій штучного інтелекта. Один з варіантів при цьому — формування тензорного скетча з мінімізацією обчислювальних операцій на основі торцевого добутку матриць.

## Радіофотонні ЦАР
На початковому етапі використання радіофотонних технологій в ЦАР зводилось до оптоволоконного розведення тактових імпульсов АЦП по множині приймальних каналів. При цьому для спрацьовування АЦП оптичні імпульси мали перетворюватися у тактові відеосигнали за допомогою фотодетекторів. Таке технічне рішення, наприклад, дозволяло долати проблеми передачі тактових сигналів АЦП через обертове контактне з'єднання від нерухомої апаратури носійної платформи на обертову ЦАР.
Подальший розвиток радіофотоніки дозволив використати оптоволоконний інтерфейс також для передачі випромінюваних або прийнятих антенними елементами ЦАР радіосигналів та їх обробки.
Радіофотонні ЦАР є основою радіофотонних РЛС. Наступний крок — впровадження радіофотонних технологій ЦАР у радіозв'язок, що очікується в системах зв'язку 6G.
Крім того, такий принцип може бути реалізований у комплексах ультразвукової діагностики.

## Приклади реалізації ЦАР

### Радіолокаційні станції

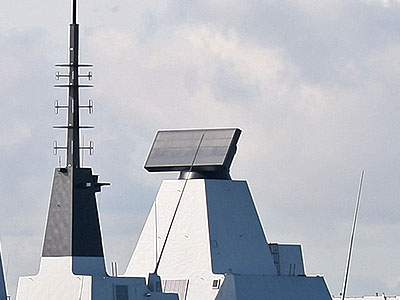
Есмінець D32 Daring (Велика Британія) з РЛС S1850M
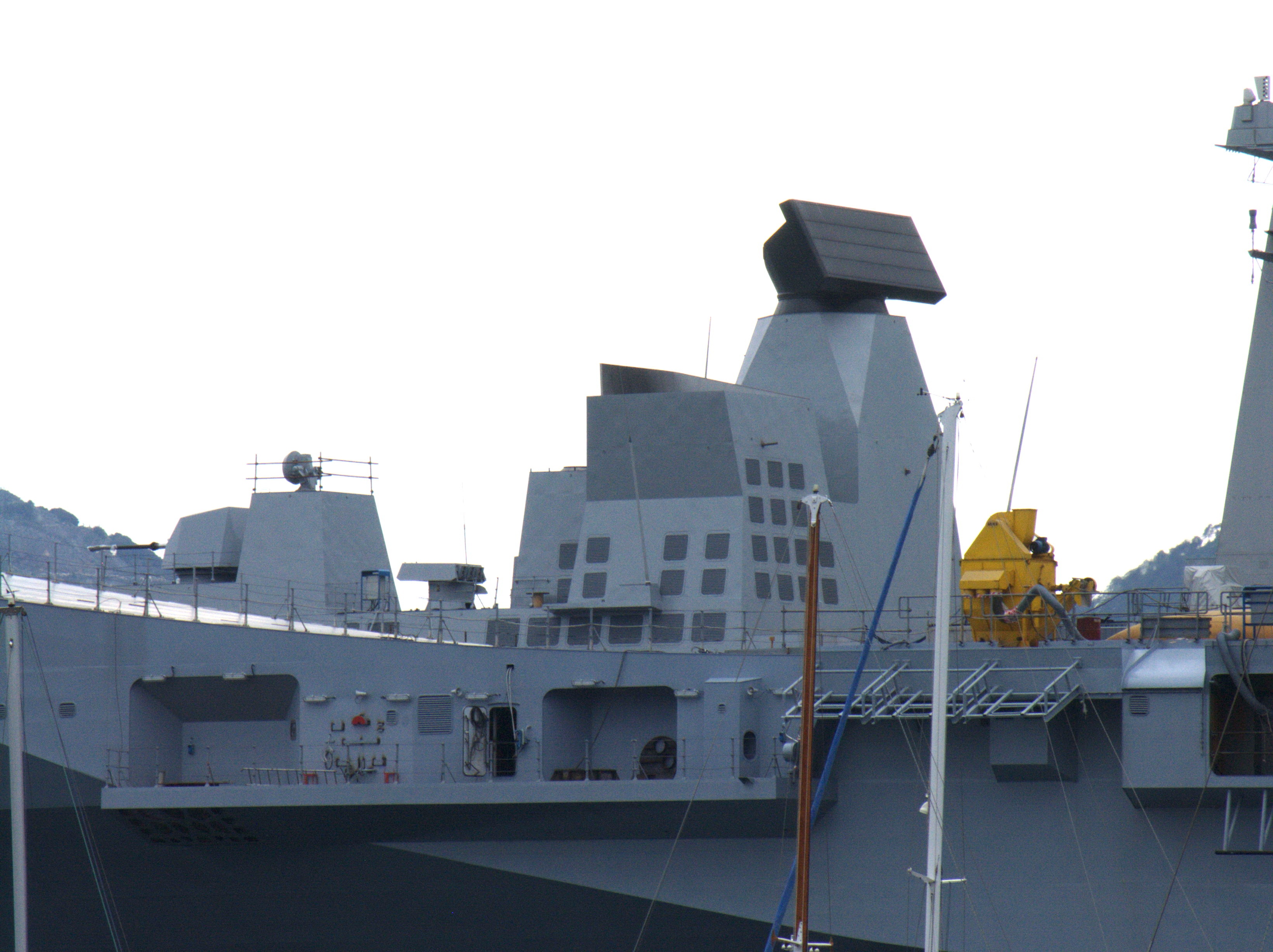
S1850M[5] на борту італійського фрегата Andrea Doria (D 553)
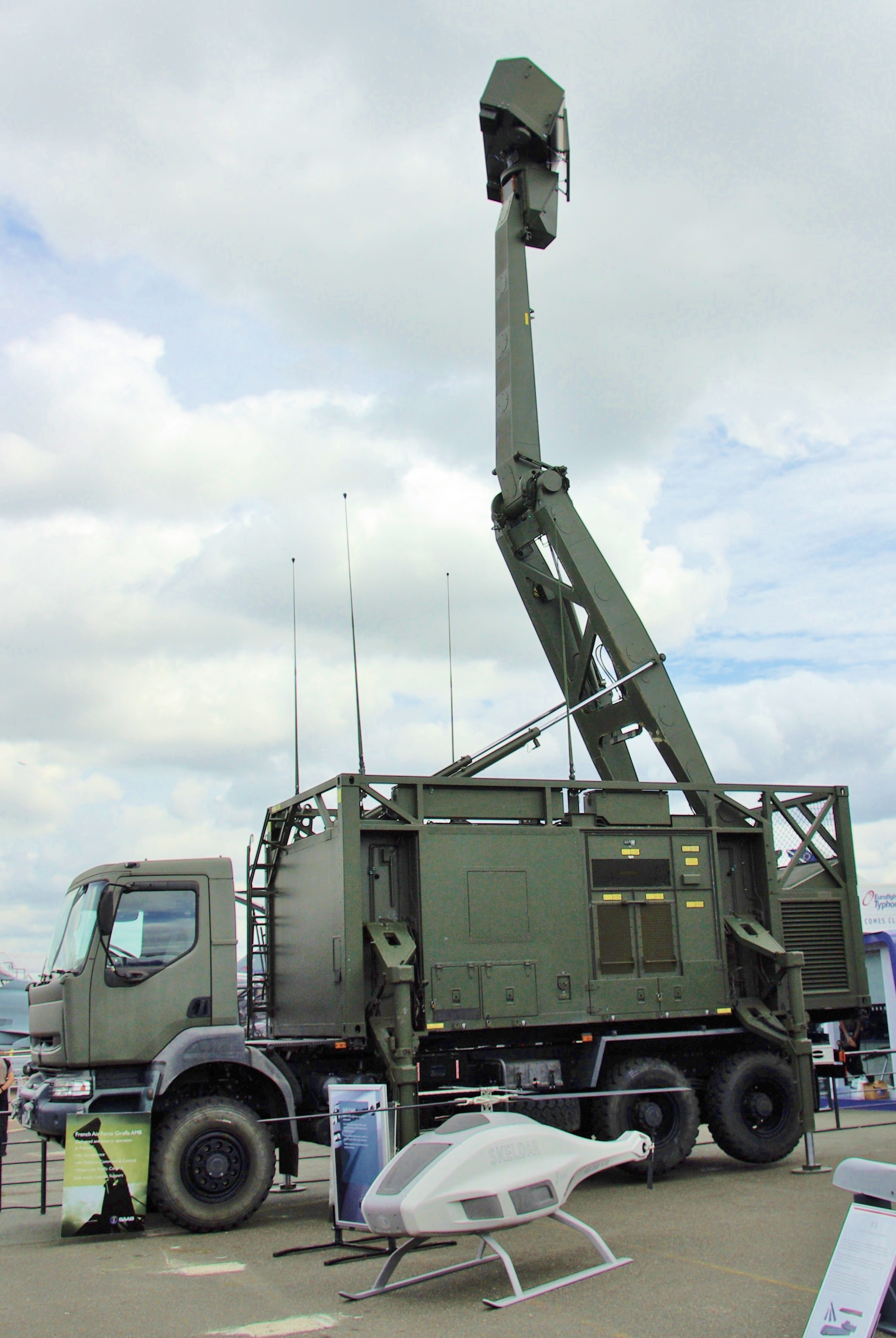
Giraffe AMB[6] — радар на аерошоу в Ле Бурже, 2007 р.
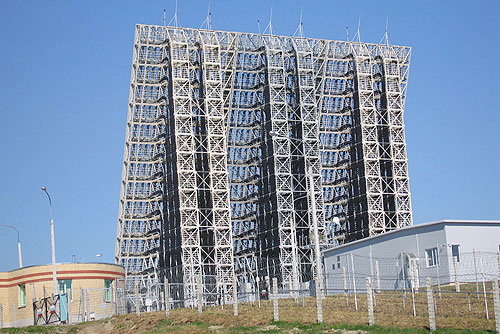
РЛС Воронеж-М (Лехтусі). Розробник Концерн «РТИ Системы»
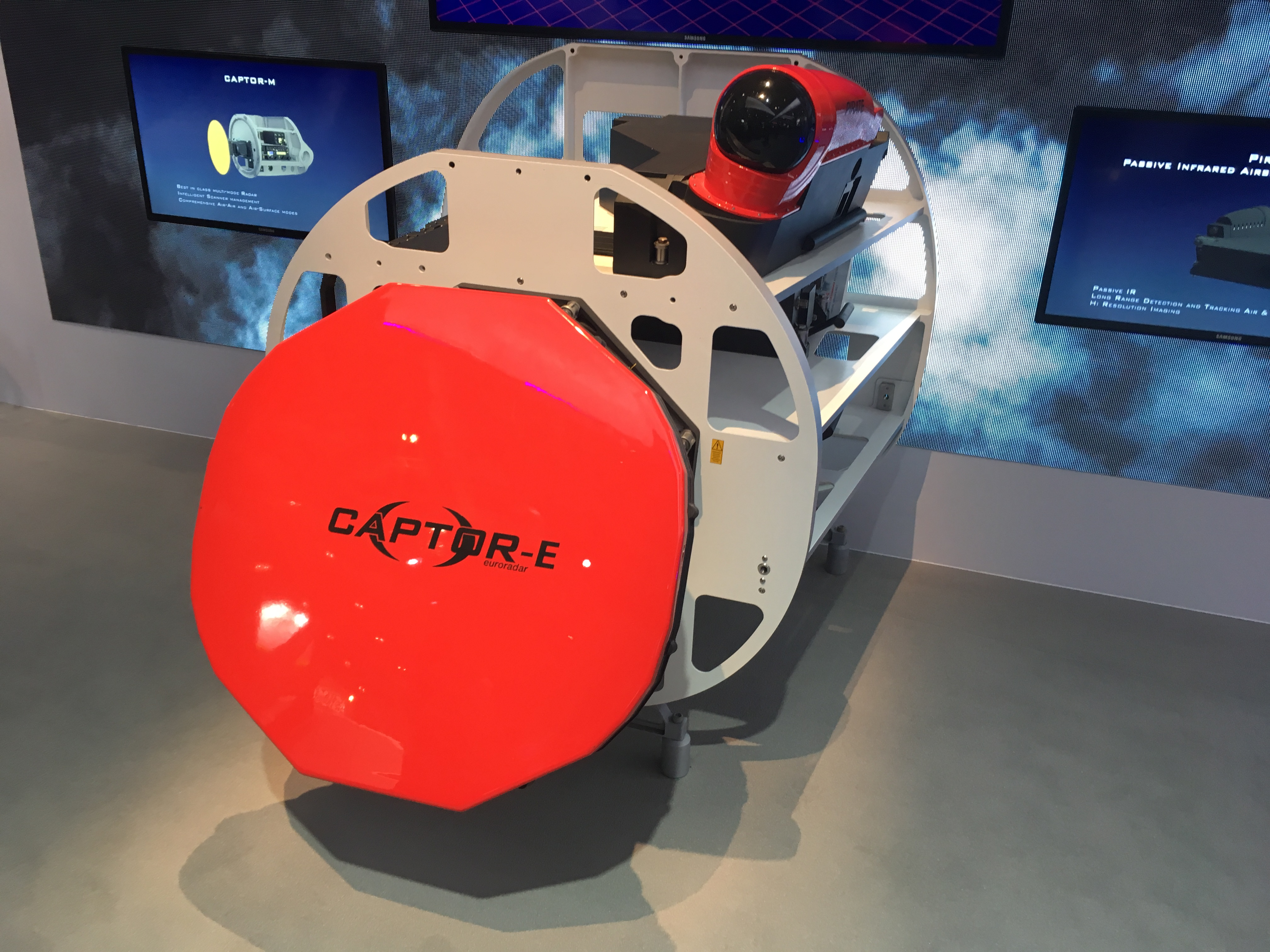
РЛС CAPTOR-E, DSEI-2019
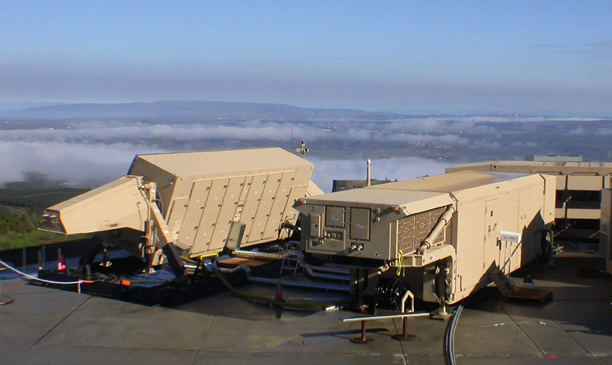
РЛС AN/TPY-2 комплекса THAAD
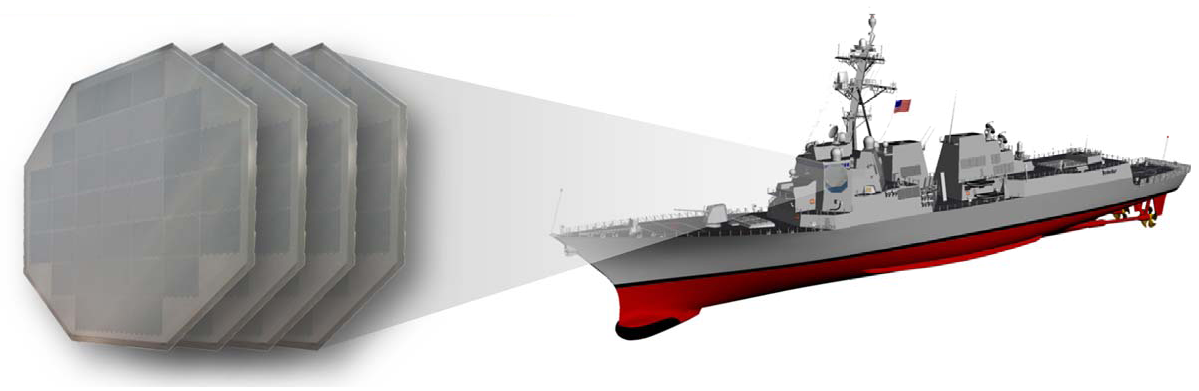
РЛС AMDR AN/SPY-6 (реалізована технологія digital beamforming[46])
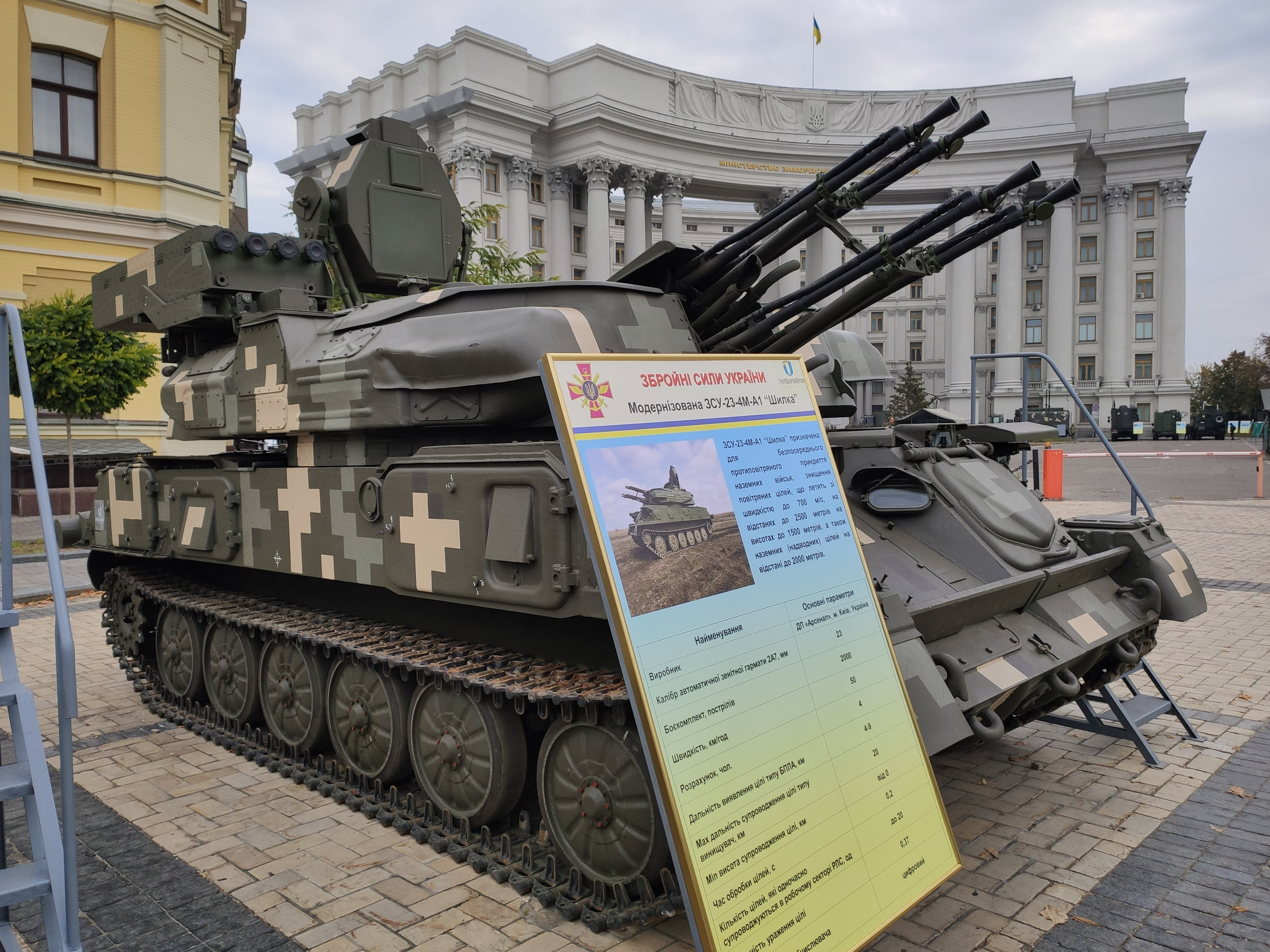
РЛС «Рокач-АС» на башті комплексу ЗСУ-23-4М

### MIMO системи
ЦАР використовуються в системах стільникового зв'язку, що реалізують технологію MIMO (Massive MIMO).

### Сонари та ультразвукові сенсори
Технологія ЦАР отримала поширення в гідроакустичних системах (сонарах) та засобах ультразвукової діагностики.

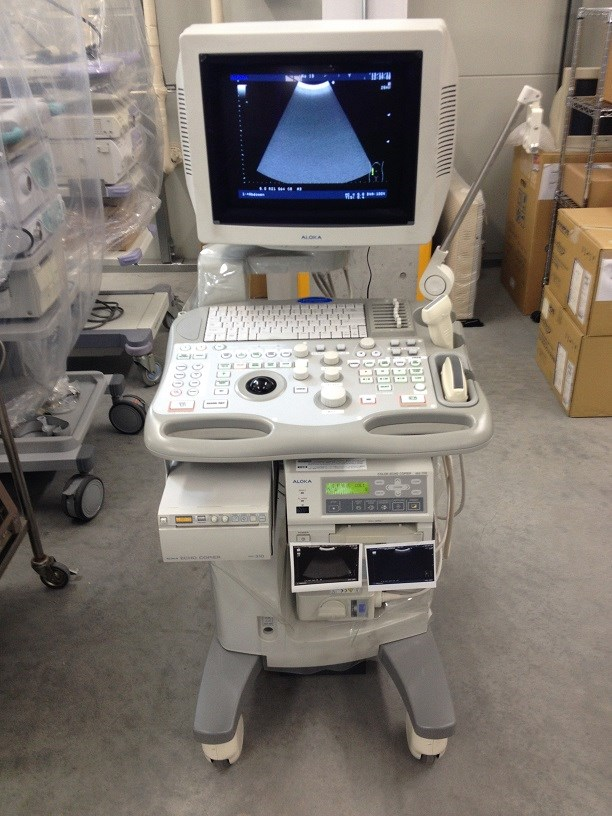
ALOKA SSD-3500SV (256 каналів)